# Гура-Веїй (Вилча)
Гура-Веїй (рум. Gura Văii) — село у повіті Вилча в Румунії. Входить до складу комуни Бужорень.
Село розташоване на відстані 159 км на північний захід від Бухареста, 8 км на північ від Римніку-Вилчі, 104 км на північний схід від Крайови, 110 км на південний захід від Брашова.

## Населення
За даними перепису населення 2002 року у селі проживали 1092 особи.
Національний склад населення села:
| Національність | Кількість осіб | Відсоток |
| -------------- | -------------- | -------- |
| румуни         | 1017           | 93,1%    |
| цигани         | 75             | 6,9%     |

Рідною мовою назвали:
| Мова      | Кількість осіб | Відсоток |
| --------- | -------------- | -------- |
| румунська | 1020           | 93,4%    |
| циганська | 72             | 6,6%     |